# Viña Sastre
La bodega Viña Sastre, o Hermanos Sastre, es una de las bodegas familiares españolas más reconocidas a nivel internacional. Se encuentra en la localidad burgalesa de La Horra, localizada en la D.O. Ribera del Duero. Sus inicios se encuentran en los años 50, cuando Severiano Sastre elaboraba sus primeros vinos en las bodegas subterráneas de La Horra, aunque la bodega fue fundada en 1992. 
La bodega se dio a conocer internacionalmente gracias a las altas valoraciones del crítico de vino estadounidense Robert Parker a sus vinos Regina Vides y Pago de Santa Cruz, pero en especial al Pesus. Posteriormente, en 2010, la bodega fue nominada a "mejor bodega europea del año", en los Wine Star Awards, por la revista americana especializada Wine Enthusiast.

## Historia

### Década de 1950
Severiano Sastre, ya dentro del mundo vitivinícola, en 1957, junto a un grupo de emprendedores, funda la Cooperativa Virgen de la Asunción. Desde entonces su familia y en especial su hijo Rafael Sastre se involucraron en el oficio artesal de la elaboración del vino.

### Década de 1990
En 1992, Rafael, con el apoyo de su padre, Severiano, y sus dos hijos: Pedro y Jesús, funda su propia bodega en su pueblo natal, en el corazón de la Ribera del Duero. A partir de los años 90, llega el reconocimiento internacional a los vinos de la Ribera del Duero, y al prestigio de algunas bodegas españolas, como Vega Sicilia o Pingus, entre las que ellos se encontraron.
En 1998, falleció Rafael Sastre, desde entonces el resto de la familia se encarga del mantenimiento de la bodega.

## Viñedos

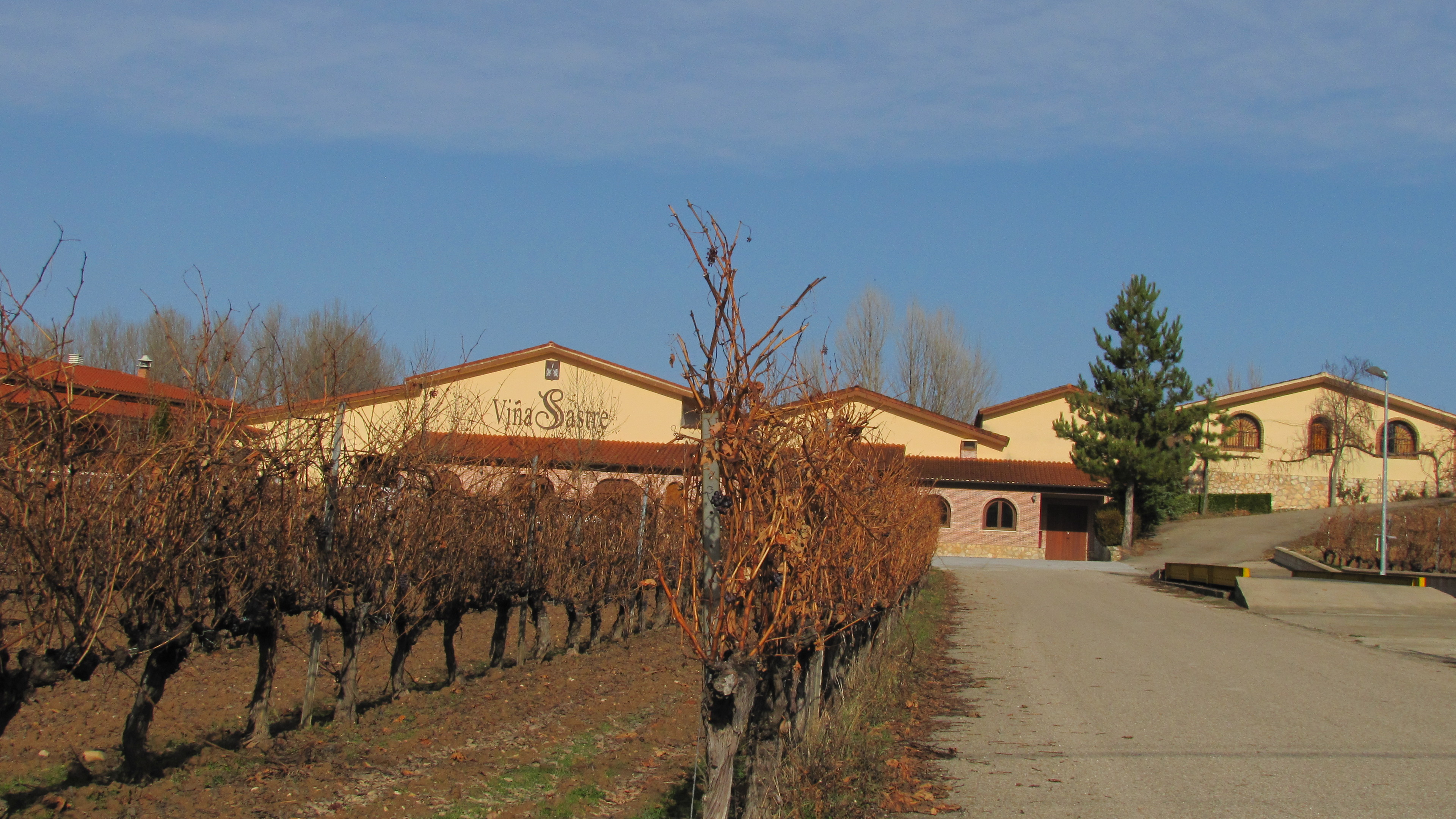
Viñedos de la variedad Tempranillo, en la bodega Viña Sastre, de la D.O. Ribera del Duero.

Los Pesus provienen de dos viñedos con 100 años de edad, y los Regina Vides de viñedos entre 80 y 100 años. La bodega utiliza las variedades Tinta del país, Cabernet Sauvignon y Merlot.

## Vinos
Viña Sastre produce seis vinos diferentes:
- Pesus: su primera añada data de 1999 y su nombre proviene del apócope de Pedro y Jesús. 80% uva Tinta del país, y 20% Cabernet Sauvignon y Merlot. Su producción no supera las 1.800 botellas anuales,[9] y está considerado el tercer vino más caro de España.[10][1]
- Regina Vides: confeccionado con uva tinta del país y su producción está limitada a 6.000 botellas anuales.
- Pago de Santa Cruz Gran Reserva: tinta del país, sus uvas proceden de un pago de una finca que tiene su nombre, y tiene una producción de 5000 botellas anuales.
- Pago de Santa Cruz: tinta del país, con una producción de entre 12.000 y 25.000 botellas anuales.
- Viña Sastre Roble: tinta del país, con una producción de 100.000 botellas anuales.
- Viña Sastre Crianza: tinta del país, con una producción de 120.000 botellas anuales.

## Premios y reconocimientos

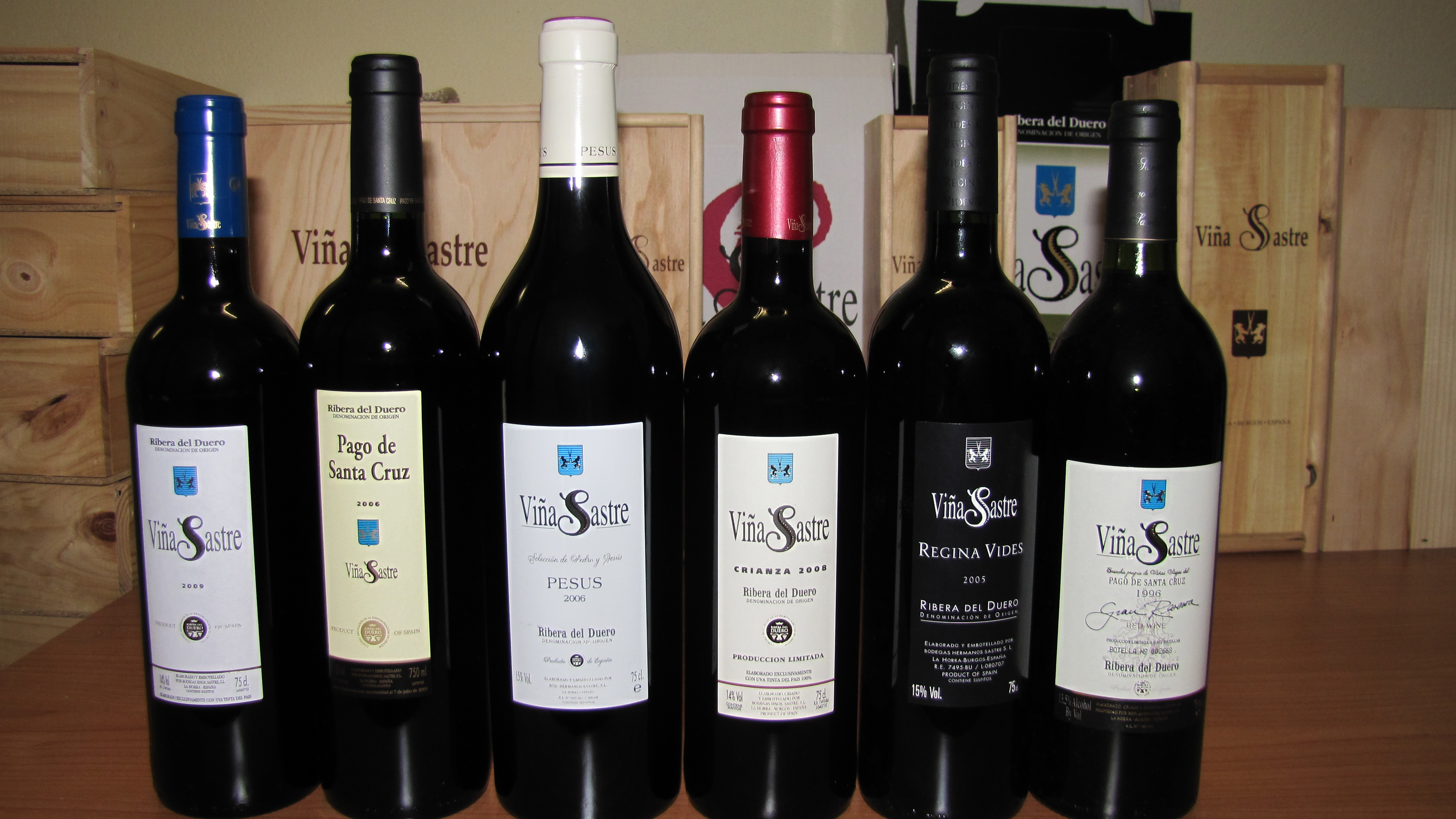
Botellas pertenecientes a la bodega Viña Sastre.

- Nominación: "Mejor bodega europea del año" 2010, en los Wine Star Awards por la revista americana especializada Wine Enthusiast.[4][11]

- Elegida "100 Wineries of the year" 2003, por la revista Wine & Spirits.[7]

- Regina Vides 2005, elegido para "The Enthusiast 100 Wines of 2010" de la revista Wine Enthusiast Magazine.[12][13]

## Valoraciones destacadas
Según Robert Parker (revista The Wine Advocate):
- Pesus 2001, 2003, 2004, 2006: 98 puntos; 2005, 97 puntos.
- Regina Vides 2004, 2005: 95 puntos.
- Pago de Santa Cruz 2005: 94+ puntos.

Y entre otras valoraciones, destacan:
Según la revista Wine Enthusiast Magazine:
- Pesus 2006, 100 puntos.
- Regina Vides 2005: 98 puntos; 1999: 95 puntos.
- Pago de Santa Cruz Reserva 1999, 96 puntos.

Según la revista Wine Spectator:
- Pesus 2003, 95 puntos.

Según la revista The International Wine Cellar:
- Pesus 2003, 2004, 2005: 95 puntos.

## Galería de Fotos

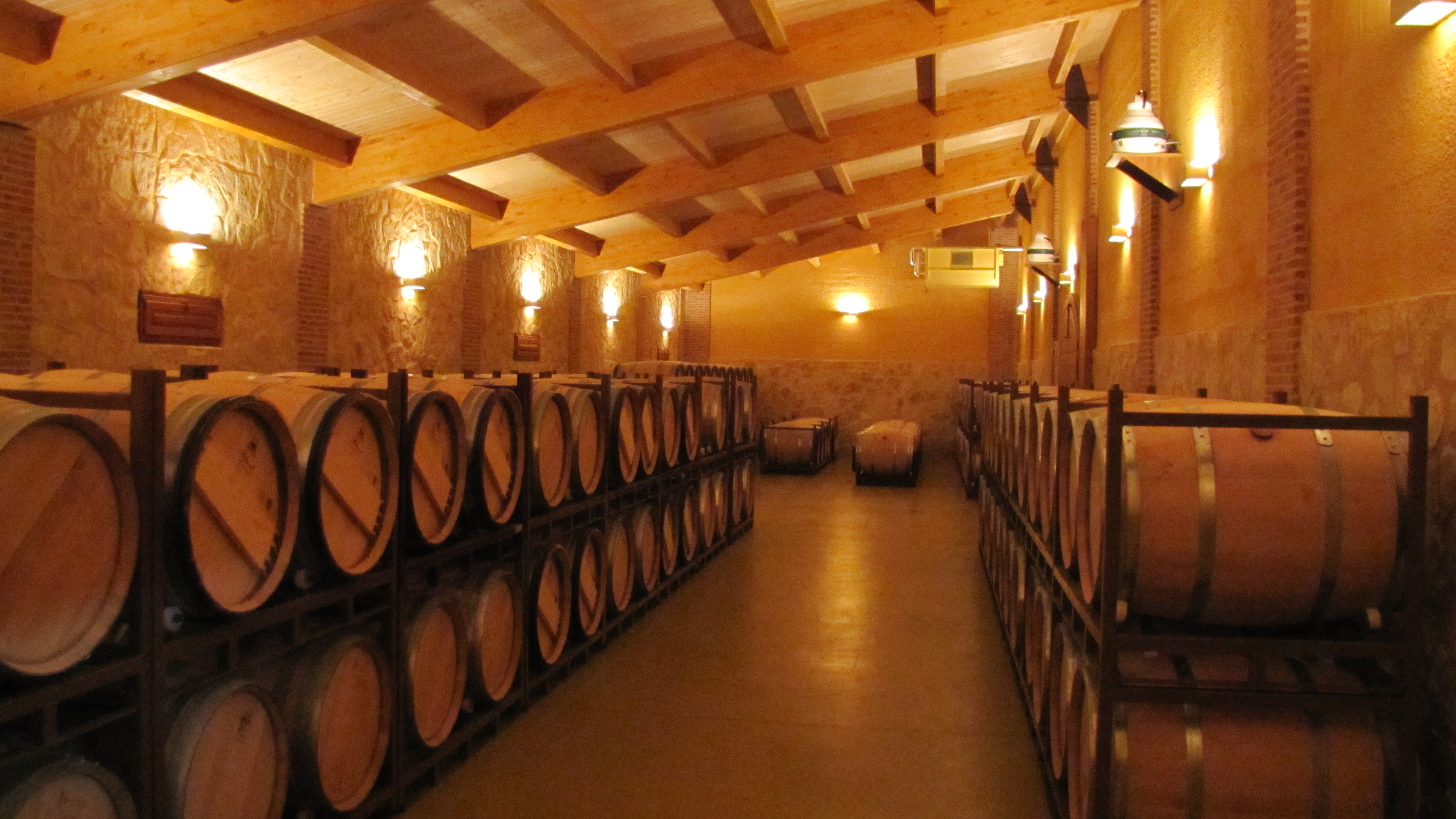
Bodega subterránea de Viña Sastre.
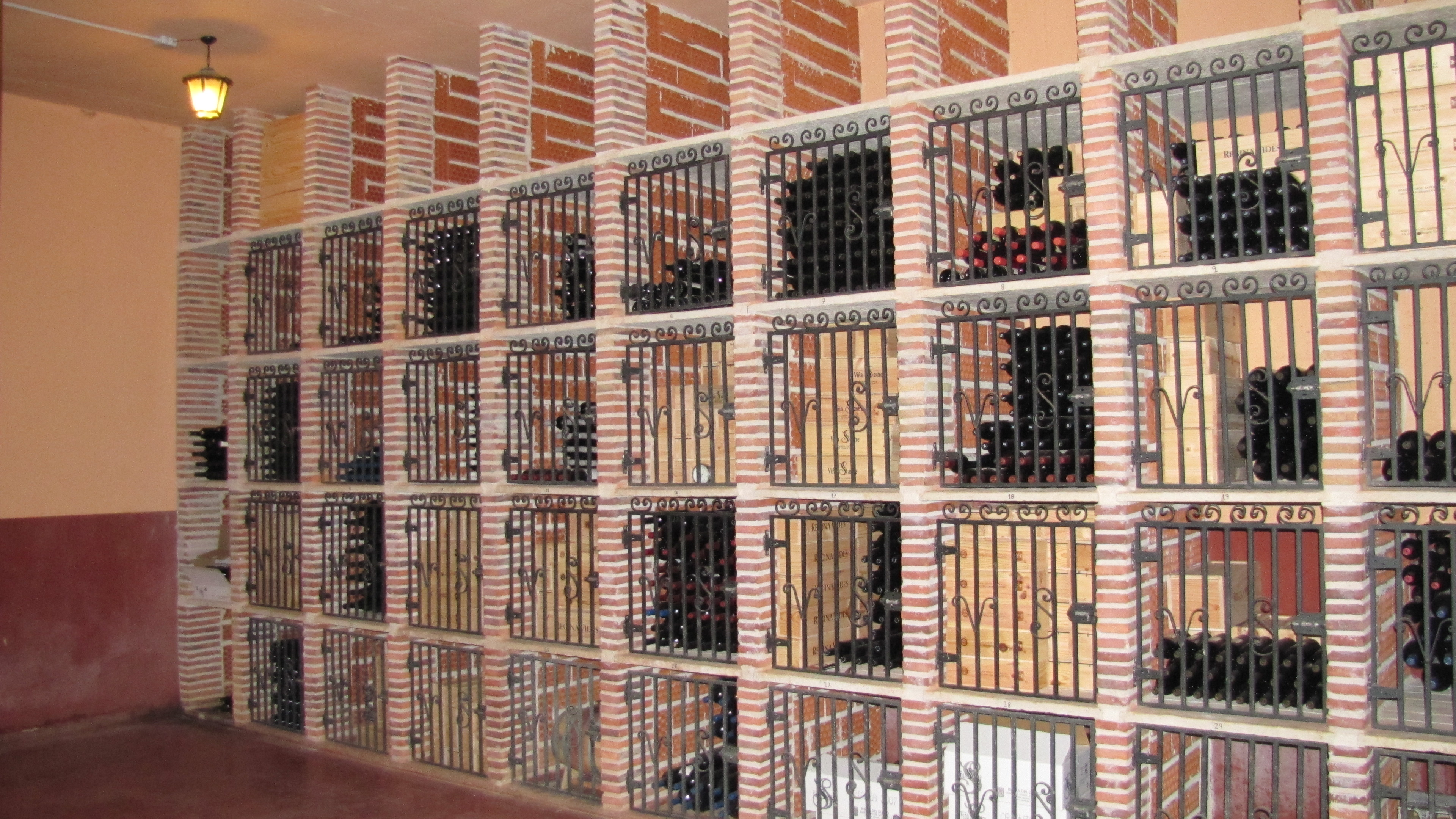
Despensa de botellas en la bodega Viña Sastre.
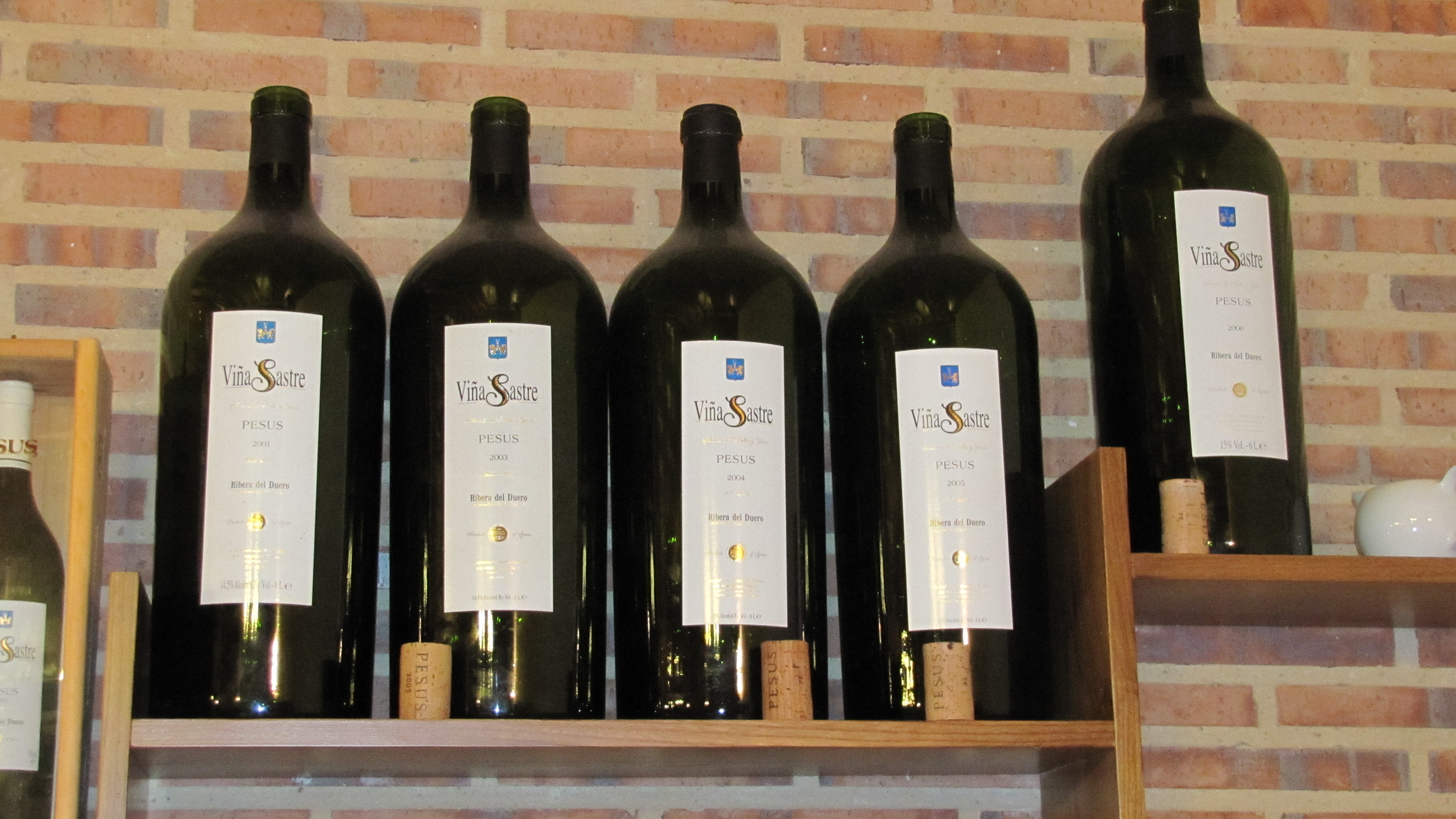
5 botellas modelo imperial de Pesus 2006.
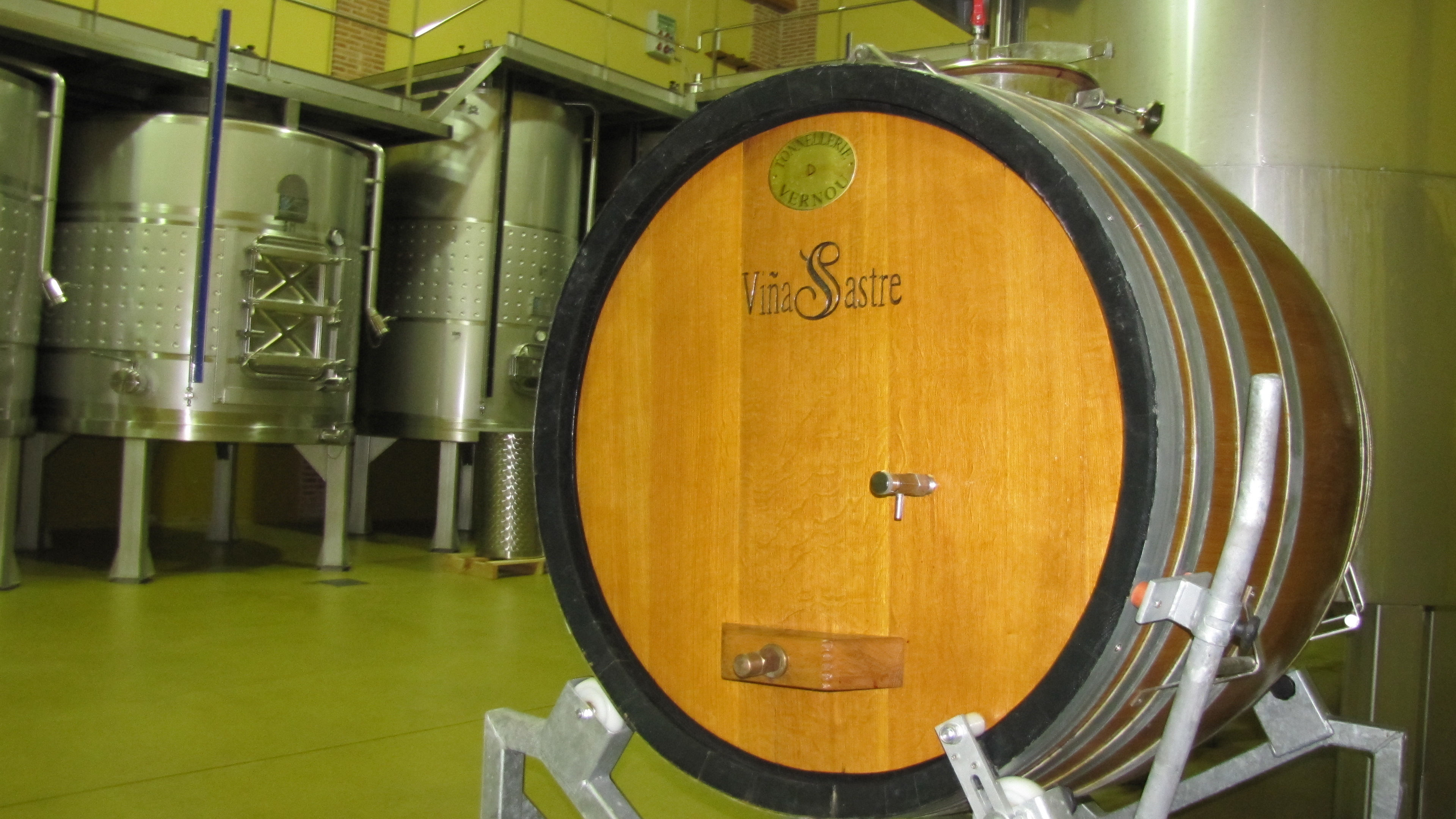
Una barrica de roble francés en la bodega Viña Sastre.